# Bahnstrecke Lyttelton–Invercargill
| Bahnhof Dunedin |                   |                                                     |                                                     |
| Streckenlänge: | 601 km            |                                                     |                                                     |
| Spurweite: | 1067 mm (Kapspur) |                                                     |                                                     |
| |                   |                                                     |                                                     |
| \| \| 0,00 \| Hafen Lyttelton \| Hafen Lyttelton \| \| \| \| Lyttelton \| \| \| \| \| Lyttelton-Tunnel \| 2595 m \| \| \| 2,90 \| Heathcote \| Heathcote \| \| \| \| \| \| \| \| \| Moorhouse Ferrymead Heritage Park \| \| \| \| \| Museumsbahn Ferrymead Railway \| \| \| \| \| Ferrymead \| \| \| \| 5,93 \| Woolston \| Woolston \| \| \| 7,24 \| Opawa \| Opawa \| \| \| 8,38 \| Linwood \| Linwood \| \| \| \| Waltham (Güterbahnhof) \| \| \| \| \| Christchurch 1. Bahnhof (Breitspur) 1863–1876 \| \| \| \| 9,77 \| Christchurch 2. Bahnhof (Kapspur) \| Christchurch 2. Bahnhof (Kapspur) \| \| \| 11,96 \| Addington \| Addington \| \| \| \| Bahnstrecke Christchurch–Picton \| \| \| \| \| \| \| \| \| \| Christchurch 3. Bahnhof \| \| \| \| \| \| \| \| \| \| Addington Showground \| \| \| \| 14,31 \| Middleton \| Middleton \| \| \| 16,72 \| Sockburn \| Sockburn \| \| \| 18,70 \| Hornby \| Hornby \| \| \| 20,83 \| Islington \| Islington \| \| \| \| Parish’s \| \| \| \| 22,16 \| Templeton \| Templeton \| \| \| 29,53 \| Weedons \| Weedons \| \| \| 31,90 \| Rolleston \| Rolleston \| \| \| \| Midland Line \| \| \| \| 38,46 \| Burnham \| Burnham \| \| \| 44,76 \| Norwood \| Norwood \| \| \| \| Selwyn River/Waikirikiri \| \| \| \| 46,07 \| Selwyn \| Selwyn \| \| \| 49,24 \| Dunsandel \| Dunsandel \| \| \| 66,94 \| Bankside \| Bankside \| \| \| \| Rakaia River[Anm. 1] \| \| \| \| 67,03 \| Rakaia \| Rakaia \| \| \| \| Bahnstrecke Rakaia–Methven \| \| \| \| 75,40 \| Chertsey \| Chertsey \| \| \| 84,19 \| Dromore \| Dromore \| \| \| 88,18 \| Fairfield \| Fairfield \| \| \| \| Saleyards \| \| \| \| 93,86 \| Ashburton \| Ashburton \| \| \| \| Ashburton River/Hakatere \| \| \| \| 97,50 \| Tinwald \| Tinwald \| \| \| \| Bahnstrecke Tinwald–Springburn (The Plains Railway) \| \| \| \| 103,85 \| Winslow \| Winslow \| \| \| 108,38 \| Windermere \| Windermere \| \| \| 112,51 \| Hinds \| Hinds \| \| \| 125,28 \| Ealing \| Ealing \| \| \| \| Rangitata River \| \| \| \| 127,01 \| Rangitata Island \| Rangitata Island \| \| \| \| Rangitata River \| \| \| \| 132,68 \| Rangitata \| Rangitata \| \| \| 139,94 \| Orari \| Orari \| \| \| 145,98 \| Winchester \| Winchester \| \| \| 151,98 \| Temuka \| Temuka \| \| \| \| Opihi River \| \| \| \| 155,76 \| Arowhenua \| Arowhenua \| \| \| 158,20 \| Seadown \| Seadown \| \| \| \| Bahnstrecke Washdyke–Eversley \| \| \| \| 164,87 \| Washdyke \| Washdyke \| \| \| 166,84 \| Smithfield \| Smithfield \| \| \| 169,26 \| Caroline Bay \| Caroline Bay \| \| \| \| \| \| \| \| 170,01 \| Timaru \| Timaru \| \| \| \| Hafen Timaru \| \| \| \| \| \| \| \| \| \| Caledonian Grounds \| \| \| \| \| Normanby \| \| \| \| 181,73 \| Pareora \| Pareora \| \| \| 186,67 \| St. Andrews \| St. Andrews \| \| \| 192,83 \| Otaio \| Otaio \| \| \| 198,88 \| Makikihi \| Makikihi \| \| \| 204,48 \| Hook \| Hook \| \| \| \| Studholm Loop \| \| \| \| \| Bahnstrecke Studholm–Waihao Downs \| \| \| \| 214,28 \| Willowbridge \| Willowbridge \| \| \| 218,69 \| Morven \| Morven \| \| \| 230,43 \| Glenavy \| Glenavy \| \| \| \| Waitaki River \| \| \| \| 232,96 \| Waitaki \| Waitaki \| \| \| 239,99 \| Hilderthorpe \| Hilderthorpe \| \| \| 242,89 \| Richmond \| Richmond \| \| \| \| Bahnstrecke Pukeuri–Hakataramea \| \| \| \| 245,27 \| Pukeuri \| Pukeuri \| \| \| 249,00 \| Racecourse \| Racecourse \| \| \| 251,52 \| Oamaru Show Ground Siding \| Oamaru Show Ground Siding \| \| \| 253,01 \| Oamaru \| Oamaru \| \| \| \| \| \| \| \| \| Harbour Side \| \| \| \| \| Oamaru Steam and Railway Society \| (Museumsbahn) \| \| \| \| Quarry Siding \| \| \| \| \| Bahnstrecke Waiareka–Ngapara \| \| \| \| 256,76 \| Waiareka \| Waiareka \| \| \| 258,08 \| Deborah \| Deborah \| \| \| 261,90 \| Whitecraig \| Whitecraig \| \| \| 263,40 \| Totara \| Totara \| \| \| 267,06 \| Teschemakers \| Teschemakers \| \| \| 268,13 \| Maheno \| Maheno \| \| \| \| Waimotu \| \| \| \| 275,39 \| Herbert \| Herbert \| \| \| \| Otepopo-Tunnel \| 262 m \| \| \| 282,27 \| Waianakarua \| Waianakarua \| \| \| 288,47 \| Hampden \| Hampden \| \| \| 2,47 \| Port Moreraki[Anm. 2] \| Port Moreraki[Anm. 2] \| \| \| \| \| \| \| \| 293,80 \| Hillgrove \| Hillgrove \| \| \| 298,18 \| Katiki \| Katiki \| \| \| 305,06 \| Shag Point \| Shag Point \| \| \| \| [Anm. 3] \| \| \| \| \| Köhlereien \| \| \| \| \| \| \| \| \| 309,18 \| Bushley \| Bushley \| \| \| \| Bahnstrecke Palmerston–Makareao \| \| \| \| 314,00 \| Palmerston \| Palmerston \| \| \| 318,20 \| Wairunga \| Wairunga \| \| \| 320,90 \| Goodwood \| Goodwood \| \| \| \| Tumai \| \| \| \| 328,50 \| Waikouaiti \| Waikouaiti \| \| \| 329,73 \| Beach Street \| Beach Street \| \| \| 332,37 \| Merton \| Merton \| \| \| 337,22 \| Puketeraki \| Puketeraki \| \| \| \| Puketeraki-Tunnel \| 157 m \| \| \| 341,46 \| Seacliff \| Seacliff \| \| \| \| Omimi \| \| \| \| 346,25 \| Warrington \| Warrington \| \| \| 348,37 \| Evansdale \| Evansdale \| \| \| 351,64 \| Waitati Loop \| Waitati Loop \| \| \| \| Blueskin Bay \| \| \| \| 353,53 \| Michies Crossing \| Michies Crossing \| \| \| \| Cliffs-Tunnel \| 277 m \| \| \| \| Cliffs \| \| \| \| 358,20 \| The Gums \| The Gums \| \| \| 359,13 \| Osborne \| Osborne \| \| \| 360,53 \| Purakanui \| Purakanui \| \| \| 361,20 \| Mihiwaka \| Mihiwaka \| \| \| \| Mihiwaka-Tunnel \| 1408 m \| \| \| \| ehem. Macgregor-Tunnel[Anm. 4] \| (68 m) \| \| \| \| Mansford-Tunnel \| 187 m \| \| \| 2,09 \| Port Chalmers \| Port Chalmers \| \| \| \| \| \| \| \| 366,23 \| Port Chalmers (Upper) \| Port Chalmers (Upper) \| \| \| 1,20 \| Port Chalmers (Lower) \| Port Chalmers (Lower) \| \| \| \| \| \| \| \| 367,76 \| Swayers Bay \| Swayers Bay \| \| \| \| \| \| \| \| \| Alter Blanket Bay-Tunnel \| 101 m \| \| \| \| Blanket Bay-Tunnel \| 313 m \| \| \| \| Damm über den Otago Harbour \| \| \| \| \| \| \| \| \| \| \| \| \| \| 371,27 \| St. Leonhards \| St. Leonhards \| \| \| 373,24 \| Maia \| Maia \| \| \| 374,56 \| Ravensbourne \| Ravensbourne \| \| \| \| \| \| \| \| 377,34 \| Pelichet Bay \| Pelichet Bay \| \| \| \| \| \| \| \| 377,88 \| Dunedin \| Dunedin \| \| \| 379,99 \| Kensington \| Kensington \| \| \| \| \| \| \| \| \| Bahnbetriebswerk \| \| \| \| 381,26 \| Caversham \| Caversham \| \| \| \| \| \| \| \| \| Alter Caversham-Tunnel \| \| \| \| \| Caversham-Tunnel \| 1407 m \| \| \| \| Cattleyards \| \| \| \| 383,73 \| Burnside \| Burnside \| \| \| \| \| \| \| \| 385,11 \| Green Island \| Green Island \| \| \| \| \| \| \| \| 0,58 \| Geddes \| Geddes \| \| \| 386,34 \| Abbotsford \| Abbotsford \| \| \| \| Chain Hills-Tunnel \| 889 m \| \| \| 889,91 \| Wingatui \| Wingatui \| \| \| \| Otago Central Railway \| \| \| \| 393,01 \| Mosgiel \| Mosgiel \| \| \| 396,41 \| Owhiro \| Owhiro \| \| \| 400,49 \| Allanton \| Allanton \| \| \| 407,19 \| Otokia \| Otokia \| \| \| \| Taieri River \| \| \| \| 411,24 \| Henley \| Henley \| \| \| \| Waipori River \| \| \| \| \| Titri \| \| \| \| 418,82 \| Waihola \| Waihola \| \| \| 424,53 \| Clarendon \| Clarendon \| \| \| 428,50 \| Milburn \| Milburn \| \| \| 434,37 \| Milton Loop \| Milton Loop \| \| \| 437,51 \| Clarksville \| Clarksville \| \| \| \| Bahnstrecke Clarksville–Roxburgh \| \| \| \| 442,40 \| Crichton \| Crichton \| \| \| 447,16 \| Lovells Flat \| Lovells Flat \| \| \| \| Kohlebergwerk Taratu[Anm. 5] \| \| \| \| 454,30 \| Benhar \| Benhar \| \| \| 457,52 \| Stirling \| Stirling \| \| \| \| Clutha River/Mata-Au \| \| \| \| 461,40 \| Balclutha \| Balclutha \| \| \| \| \| \| \| \| 3,60 \| Finegand \| Finegand \| \| \| \| Bahnstrecke Balclutha–Tahakopa \| \| \| \| 465,99 \| Kakapuaka \| Kakapuaka \| \| \| 470,62 \| Toiro \| Toiro \| \| \| 475,55 \| Warepa \| Warepa \| \| \| 480,09 \| Kaihiku \| Kaihiku \| \| \| 485,49 \| Waiwera \| Waiwera \| \| \| \| Kuriwao \| \| \| \| 495,24 \| Clinton Loop \| Clinton Loop \| \| \| 501,75 \| Wairuna \| Wairuna \| \| \| \| Bahnstrecke Waipahi–Edievale \| \| \| \| 511,26 \| Waipahi \| Waipahi \| \| \| 517,18 \| Arthurton \| Arthurton \| \| \| 523,28 \| Pukerau \| Pukerau \| \| \| 527,04 \| Otikerama \| Otikerama \| \| \| \| Bahnstrecke MacNab–Waikaka \| \| \| \| 532,70 \| MacNab \| MacNab \| \| \| 536,03 \| East Gore \| East Gore \| \| \| \| Mataura River \| \| \| \| \| Bahnstrecke Gore–Lumsden \| \| \| \| 537,22 \| Gore \| Gore \| \| \| \| Gore Racecourse \| \| \| \| 543,38 \| Charlton \| Charlton \| \| \| 549,20 \| Mataura \| Mataura \| \| \| 557,49 \| Brydone \| Brydone \| \| \| 561,29 \| Ota Creek \| Ota Creek \| \| \| \| Bahnstrecke Edendale–Glenham \| \| \| \| 563,85 \| Edendale \| Edendale \| \| \| 569,48 \| Kamahi \| Kamahi \| \| \| 574,53 \| Morton Mains \| Morton Mains \| \| \| 582,71 \| Woodlands \| Woodlands \| \| \| 587,16 \| Longbush \| Longbush \| \| \| 591,59 \| Kennington \| Kennington \| \| \| 594,42 \| Mill Road \| Mill Road \| \| \| \| Elles Road \| \| \| \| \| Bahnstrecke Invercargill–Tokanui und \| \| \| \| \| Bahnstrecke Invercargill–Bluff \| \| \| \| 601,40 \| Invercargill \| Invercargill \| \| \| \| Bahnstrecke Invercargill–Kingston \| \| \| \| \| \| \| \| Quellen: [1] \| \| \| \| |                   |                                                     |                                                     |
| Betriebs-/Güterbahnhof Streckenanfang | 0,00              | Hafen Lyttelton                                     | Hafen Lyttelton                                     |
| ehemaliger Bahnhof |                   | Lyttelton                                           | Lyttelton                                           |
| Tunnel |                   | Lyttelton-Tunnel                                    | 2595 m                                              |
| ehemaliger Bahnhof | 2,90              | Heathcote                                           | Heathcote                                           |
| Strecke von links · Abzweig geradeaus, ehemals nach rechts und von rechts |                   |                                                     |                                                     |
| Bahnhof · Strecke |                   | Moorhouse Ferrymead Heritage Park                   | Moorhouse Ferrymead Heritage Park                   |
| Strecke · Strecke |                   | Museumsbahn Ferrymead Railway                       | Museumsbahn Ferrymead Railway                       |
| Kopfbahnhof Streckenende · Strecke |                   | Ferrymead                                           | Ferrymead                                           |
| Dienststation / Betriebs- oder Güterbahnhof | 5,93              | Woolston                                            | Woolston                                            |
| ehemaliger Bahnhof | 7,24              | Opawa                                               | Opawa                                               |
| ehemaliger Bahnhof | 8,38              | Linwood                                             | Linwood                                             |
| Dienststation / Betriebs- oder Güterbahnhof |                   | Waltham (Güterbahnhof)                              | Waltham (Güterbahnhof)                              |
| ehemaliger Bahnhof |                   | Christchurch 1. Bahnhof (Breitspur) 1863–1876       | Christchurch 1. Bahnhof (Breitspur) 1863–1876       |
| ehemaliger Bahnhof | 9,77              | Christchurch 2. Bahnhof (Kapspur)                   | Christchurch 2. Bahnhof (Kapspur)                   |
| Dienststation / Betriebs- oder Güterbahnhof | 11,96             | Addington                                           | Addington                                           |
| Strecke · Strecke |                   | Bahnstrecke Christchurch–Picton                     | Bahnstrecke Christchurch–Picton                     |
| Abzweig geradeaus und ehemals nach links · Abzweig geradeaus und ehemals nach rechts |                   |                                                     |                                                     |
| Bahnhof · Strecke |                   | Christchurch 3. Bahnhof                             | Christchurch 3. Bahnhof                             |
| Strecke nach links · Abzweig geradeaus und von rechts |                   |                                                     |                                                     |
| ehemaliger Bahnhof |                   | Addington Showground                                | Addington Showground                                |
| Dienststation / Betriebs- oder Güterbahnhof | 14,31             | Middleton                                           | Middleton                                           |
| Dienststation / Betriebs- oder Güterbahnhof | 16,72             | Sockburn                                            | Sockburn                                            |
| Dienststation / Betriebs- oder Güterbahnhof | 18,70             | Hornby                                              | Hornby                                              |
| Dienststation / Betriebs- oder Güterbahnhof | 20,83             | Islington                                           | Islington                                           |
| ehemaliger Bahnhof |                   | Parish’s                                            | Parish’s                                            |
| ehemaliger Bahnhof | 22,16             | Templeton                                           | Templeton                                           |
| ehemaliger Bahnhof | 29,53             | Weedons                                             | Weedons                                             |
| Bahnhof | 31,90             | Rolleston                                           | Rolleston                                           |
| Abzweig geradeaus, nach rechts und ehemals von rechts |                   | Midland Line                                        | Midland Line                                        |
| ehemaliger Bahnhof | 38,46             | Burnham                                             | Burnham                                             |
| ehemaliger Bahnhof | 44,76             | Norwood                                             | Norwood                                             |
| Brücke über Wasserlauf |                   | Selwyn River/Waikirikiri                            | Selwyn River/Waikirikiri                            |
| ehemaliger Bahnhof | 46,07             | Selwyn                                              | Selwyn                                              |
| ehemaliger Bahnhof | 49,24             | Dunsandel                                           | Dunsandel                                           |
| ehemaliger Bahnhof | 66,94             | Bankside                                            | Bankside                                            |
| Brücke über Wasserlauf |                   | Rakaia River                                        | Rakaia River                                        |
| ehemaliger Bahnhof | 67,03             | Rakaia                                              | Rakaia                                              |
| Abzweig geradeaus und ehemals nach rechts |                   | Bahnstrecke Rakaia–Methven                          | Bahnstrecke Rakaia–Methven                          |
| ehemaliger Bahnhof | 75,40             | Chertsey                                            | Chertsey                                            |
| ehemaliger Bahnhof | 84,19             | Dromore                                             | Dromore                                             |
| ehemaliger Bahnhof | 88,18             | Fairfield                                           | Fairfield                                           |
| ehemaliger Bahnhof |                   | Saleyards                                           | Saleyards                                           |
| Dienststation / Betriebs- oder Güterbahnhof | 93,86             | Ashburton                                           | Ashburton                                           |
| Brücke über Wasserlauf |                   | Ashburton River/Hakatere                            | Ashburton River/Hakatere                            |
| ehemaliger Bahnhof | 97,50             | Tinwald                                             | Tinwald                                             |
| Abzweig geradeaus und ehemals nach rechts |                   | Bahnstrecke Tinwald–Springburn (The Plains Railway) | Bahnstrecke Tinwald–Springburn (The Plains Railway) |
| ehemaliger Bahnhof | 103,85            | Winslow                                             | Winslow                                             |
| ehemaliger Bahnhof | 108,38            | Windermere                                          | Windermere                                          |
| ehemaliger Bahnhof | 112,51            | Hinds                                               | Hinds                                               |
| ehemaliger Bahnhof | 125,28            | Ealing                                              | Ealing                                              |
| Brücke über Wasserlauf |                   | Rangitata River                                     | Rangitata River                                     |
| ehemaliger Bahnhof | 127,01            | Rangitata Island                                    | Rangitata Island                                    |
| Brücke über Wasserlauf |                   | Rangitata River                                     | Rangitata River                                     |
| ehemaliger Bahnhof | 132,68            | Rangitata                                           | Rangitata                                           |
| ehemaliger Bahnhof | 139,94            | Orari                                               | Orari                                               |
| ehemaliger Bahnhof | 145,98            | Winchester                                          | Winchester                                          |
| Dienststation / Betriebs- oder Güterbahnhof | 151,98            | Temuka                                              | Temuka                                              |
| Brücke über Wasserlauf |                   | Opihi River                                         | Opihi River                                         |
| ehemaliger Bahnhof | 155,76            | Arowhenua                                           | Arowhenua                                           |
| ehemaliger Bahnhof | 158,20            | Seadown                                             | Seadown                                             |
| Abzweig geradeaus und ehemals von rechts |                   | Bahnstrecke Washdyke–Eversley                       | Bahnstrecke Washdyke–Eversley                       |
| Dienststation / Betriebs- oder Güterbahnhof | 164,87            | Washdyke                                            | Washdyke                                            |
| ehemaliger Bahnhof | 166,84            | Smithfield                                          | Smithfield                                          |
| ehemaliger Bahnhof | 169,26            | Caroline Bay                                        | Caroline Bay                                        |
| Abzweig geradeaus und nach links · Strecke von rechts |                   |                                                     |                                                     |
| Dienststation / Betriebs- oder Güterbahnhof · Strecke | 170,01            | Timaru                                              | Timaru                                              |
| Strecke · Dienststation / Betriebs- oder Güterbahnhof |                   | Hafen Timaru                                        | Hafen Timaru                                        |
| Abzweig geradeaus und von links · Strecke nach rechts |                   |                                                     |                                                     |
| ehemaliger Haltepunkt / Haltestelle |                   | Caledonian Grounds                                  | Caledonian Grounds                                  |
| ehemaliger Bahnhof |                   | Normanby                                            | Normanby                                            |
| Dienststation / Betriebs- oder Güterbahnhof | 181,73            | Pareora                                             | Pareora                                             |
| Dienststation / Betriebs- oder Güterbahnhof | 186,67            | St. Andrews                                         | St. Andrews                                         |
| ehemaliger Bahnhof | 192,83            | Otaio                                               | Otaio                                               |
| ehemaliger Bahnhof | 198,88            | Makikihi                                            | Makikihi                                            |
| ehemaliger Bahnhof | 204,48            | Hook                                                | Hook                                                |
| Dienststation / Betriebs- oder Güterbahnhof |                   | Studholm Loop                                       | Studholm Loop                                       |
| Abzweig geradeaus und ehemals nach rechts |                   | Bahnstrecke Studholm–Waihao Downs                   | Bahnstrecke Studholm–Waihao Downs                   |
| ehemaliger Bahnhof | 214,28            | Willowbridge                                        | Willowbridge                                        |
| ehemaliger Bahnhof | 218,69            | Morven                                              | Morven                                              |
| ehemaliger Bahnhof | 230,43            | Glenavy                                             | Glenavy                                             |
| Brücke über Wasserlauf |                   | Waitaki River                                       | Waitaki River                                       |
| ehemaliger Bahnhof | 232,96            | Waitaki                                             | Waitaki                                             |
| ehemaliger Bahnhof | 239,99            | Hilderthorpe                                        | Hilderthorpe                                        |
| ehemaliger Bahnhof | 242,89            | Richmond                                            | Richmond                                            |
| Abzweig geradeaus und ehemals von rechts |                   | Bahnstrecke Pukeuri–Hakataramea                     | Bahnstrecke Pukeuri–Hakataramea                     |
| Dienststation / Betriebs- oder Güterbahnhof | 245,27            | Pukeuri                                             | Pukeuri                                             |
| ehemaliger Bahnhof | 249,00            | Racecourse                                          | Racecourse                                          |
| ehemaliger Bahnhof | 251,52            | Oamaru Show Ground Siding                           | Oamaru Show Ground Siding                           |
| Dienststation / Betriebs- oder Güterbahnhof | 253,01            | Oamaru                                              | Oamaru                                              |
| Abzweig geradeaus, nach links und ehemals von links · Strecke von rechts |                   |                                                     |                                                     |
| Strecke · Bahnhof |                   | Harbour Side                                        | Harbour Side                                        |
| Strecke · Strecke |                   | Oamaru Steam and Railway Society                    | (Museumsbahn)                                       |
| Strecke · Haltepunkt / Haltestelle Streckenende |                   | Quarry Siding                                       | Quarry Siding                                       |
| Abzweig geradeaus und ehemals von rechts |                   | Bahnstrecke Waiareka–Ngapara                        | Bahnstrecke Waiareka–Ngapara                        |
| ehemaliger Bahnhof | 256,76            | Waiareka                                            | Waiareka                                            |
| ehemaliger Bahnhof | 258,08            | Deborah                                             | Deborah                                             |
| ehemaliger Bahnhof | 261,90            | Whitecraig                                          | Whitecraig                                          |
| ehemaliger Bahnhof | 263,40            | Totara                                              | Totara                                              |
| ehemaliger Bahnhof | 267,06            | Teschemakers                                        | Teschemakers                                        |
| ehemaliger Bahnhof | 268,13            | Maheno                                              | Maheno                                              |
| ehemaliger Bahnhof |                   | Waimotu                                             | Waimotu                                             |
| Dienststation / Betriebs- oder Güterbahnhof | 275,39            | Herbert                                             | Herbert                                             |
| Tunnel |                   | Otepopo-Tunnel                                      | 262 m                                               |
| ehemaliger Bahnhof | 282,27            | Waianakarua                                         | Waianakarua                                         |
| ehemaliger Bahnhof | 288,47            | Hampden                                             | Hampden                                             |
| Strecke · Kopfbahnhof Streckenanfang (Strecke außer Betrieb) | 2,47              | Port Moreraki                                       | Port Moreraki                                       |
| Abzweig geradeaus und ehemals von links · Strecke nach rechts (außer Betrieb) |                   |                                                     |                                                     |
| ehemaliger Bahnhof | 293,80            | Hillgrove                                           | Hillgrove                                           |
| ehemaliger Bahnhof | 298,18            | Katiki                                              | Katiki                                              |
| ehemaliger Bahnhof | 305,06            | Shag Point                                          | Shag Point                                          |
| Abzweig geradeaus und ehemals nach links · Strecke von rechts (außer Betrieb) |                   | [ Anm. 3 ]                                          | [ Anm. 3 ]                                          |
| Strecke · Dienststation / Betriebs- oder Güterbahnhof (Strecke außer Betrieb) |                   | Köhlereien                                          | Köhlereien                                          |
| Abzweig geradeaus und ehemals von links · Strecke nach rechts (außer Betrieb) |                   |                                                     |                                                     |
| ehemaliger Bahnhof | 309,18            | Bushley                                             | Bushley                                             |
| Abzweig geradeaus und ehemals von rechts |                   | Bahnstrecke Palmerston–Makareao                     | Bahnstrecke Palmerston–Makareao                     |
| Dienststation / Betriebs- oder Güterbahnhof | 314,00            | Palmerston                                          | Palmerston                                          |
| ehemaliger Bahnhof | 318,20            | Wairunga                                            | Wairunga                                            |
| ehemaliger Bahnhof | 320,90            | Goodwood                                            | Goodwood                                            |
| ehemaliger Bahnhof |                   | Tumai                                               | Tumai                                               |
| ehemaliger Bahnhof | 328,50            | Waikouaiti                                          | Waikouaiti                                          |
| ehemaliger Bahnhof | 329,73            | Beach Street                                        | Beach Street                                        |
| ehemaliger Bahnhof | 332,37            | Merton                                              | Merton                                              |
| ehemaliger Bahnhof | 337,22            | Puketeraki                                          | Puketeraki                                          |
| Tunnel |                   | Puketeraki-Tunnel                                   | 157 m                                               |
| Dienststation / Betriebs- oder Güterbahnhof | 341,46            | Seacliff                                            | Seacliff                                            |
| ehemaliger Bahnhof |                   | Omimi                                               | Omimi                                               |
| ehemaliger Bahnhof | 346,25            | Warrington                                          | Warrington                                          |
| ehemaliger Bahnhof | 348,37            | Evansdale                                           | Evansdale                                           |
| Dienststation / Betriebs- oder Güterbahnhof | 351,64            | Waitati Loop                                        | Waitati Loop                                        |
| Brücke über Wasserlauf |                   | Blueskin Bay                                        | Blueskin Bay                                        |
| ehemaliger Bahnhof | 353,53            | Michies Crossing                                    | Michies Crossing                                    |
| Tunnel |                   | Cliffs-Tunnel                                       | 277 m                                               |
| ehemaliger Bahnhof |                   | Cliffs                                              | Cliffs                                              |
| ehemaliger Bahnhof | 358,20            | The Gums                                            | The Gums                                            |
| ehemaliger Bahnhof | 359,13            | Osborne                                             | Osborne                                             |
| ehemaliger Bahnhof | 360,53            | Purakanui                                           | Purakanui                                           |
| ehemaliger Bahnhof | 361,20            | Mihiwaka                                            | Mihiwaka                                            |
| Tunnel |                   | Mihiwaka-Tunnel                                     | 1408 m                                              |
| Strecke |                   | ehem. Macgregor-Tunnel                              | (68 m)                                              |
| Tunnel |                   | Mansford-Tunnel                                     | 187 m                                               |
| Strecke · Betriebs-/Güterbahnhof Streckenanfang | 2,09              | Port Chalmers                                       | Port Chalmers                                       |
| Strecke · Tunnel |                   |                                                     |                                                     |
| ehemaliger Bahnhof · Strecke | 366,23            | Port Chalmers (Upper)                               | Port Chalmers (Upper)                               |
| Strecke · Dienststation / Betriebs- oder Güterbahnhof | 1,20              | Port Chalmers (Lower)                               | Port Chalmers (Lower)                               |
| Abzweig geradeaus und von links · Strecke nach rechts |                   |                                                     |                                                     |
| Dienststation / Betriebs- oder Güterbahnhof | 367,76            | Swayers Bay                                         | Swayers Bay                                         |
| Strecke von links (außer Betrieb) · Abzweig geradeaus und ehemals nach rechts |                   |                                                     |                                                     |
| Tunnel (Strecke außer Betrieb) · Strecke |                   | Alter Blanket Bay-Tunnel                            | 101 m                                               |
| Strecke (außer Betrieb) · Tunnel |                   | Blanket Bay-Tunnel                                  | 313 m                                               |
| Strecke (außer Betrieb) |                   | Damm über den Otago Harbour                         | Damm über den Otago Harbour                         |
| Strecke (außer Betrieb) |                   |                                                     |                                                     |
| Strecke nach links (außer Betrieb) · Abzweig geradeaus und ehemals von rechts |                   |                                                     |                                                     |
| ehemaliger Bahnhof | 371,27            | St. Leonhards                                       | St. Leonhards                                       |
| ehemaliger Bahnhof | 373,24            | Maia                                                | Maia                                                |
| ehemaliger Bahnhof | 374,56            | Ravensbourne                                        | Ravensbourne                                        |
| Strecke von links (außer Betrieb) · Abzweig geradeaus und ehemals nach rechts |                   |                                                     |                                                     |
| Bahnhof (Strecke außer Betrieb) · Strecke | 377,34            | Pelichet Bay                                        | Pelichet Bay                                        |
| Strecke nach links (außer Betrieb) · Abzweig geradeaus und ehemals von rechts |                   |                                                     |                                                     |
| Bahnhof | 377,88            | Dunedin                                             | Dunedin                                             |
| ehemaliger Bahnhof | 379,99            | Kensington                                          | Kensington                                          |
| Abzweig geradeaus und nach links · Strecke von rechts |                   |                                                     |                                                     |
| Strecke · Betriebsstelle Streckenende |                   | Bahnbetriebswerk                                    | Bahnbetriebswerk                                    |
| ehemaliger Bahnhof | 381,26            | Caversham                                           | Caversham                                           |
| Strecke von links (außer Betrieb) · Abzweig geradeaus und ehemals nach rechts |                   |                                                     |                                                     |
| Tunnel (Strecke außer Betrieb) · Strecke |                   | Alter Caversham-Tunnel                              | Alter Caversham-Tunnel                              |
| Strecke (außer Betrieb) · Tunnel |                   | Caversham-Tunnel                                    | 1407 m                                              |
| Bahnhof (Strecke außer Betrieb) · Strecke |                   | Cattleyards                                         | Cattleyards                                         |
| Strecke (außer Betrieb) · ehemaliger Bahnhof | 383,73            | Burnside                                            | Burnside                                            |
| Strecke nach links (außer Betrieb) · Abzweig geradeaus und ehemals von rechts |                   |                                                     |                                                     |
| ehemaliger Bahnhof | 385,11            | Green Island                                        | Green Island                                        |
| Abzweig geradeaus und ehemals nach links · Strecke von rechts (außer Betrieb) |                   |                                                     |                                                     |
| Strecke · Kopfbahnhof Streckenende (Strecke außer Betrieb) | 0,58              | Geddes                                              | Geddes                                              |
| ehemaliger Bahnhof | 386,34            | Abbotsford                                          | Abbotsford                                          |
| Tunnel |                   | Chain Hills-Tunnel                                  | 889 m                                               |
| Bahnhof | 889,91            | Wingatui                                            | Wingatui                                            |
| Abzweig geradeaus, nach rechts und ehemals von rechts |                   | Otago Central Railway                               | Otago Central Railway                               |
| Dienststation / Betriebs- oder Güterbahnhof | 393,01            | Mosgiel                                             | Mosgiel                                             |
| ehemaliger Bahnhof | 396,41            | Owhiro                                              | Owhiro                                              |
| ehemaliger Bahnhof | 400,49            | Allanton                                            | Allanton                                            |
| ehemaliger Bahnhof | 407,19            | Otokia                                              | Otokia                                              |
| Brücke über Wasserlauf |                   | Taieri River                                        | Taieri River                                        |
| Dienststation / Betriebs- oder Güterbahnhof | 411,24            | Henley                                              | Henley                                              |
| Brücke über Wasserlauf |                   | Waipori River                                       | Waipori River                                       |
| ehemaliger Bahnhof |                   | Titri                                               | Titri                                               |
| ehemaliger Bahnhof | 418,82            | Waihola                                             | Waihola                                             |
| ehemaliger Bahnhof | 424,53            | Clarendon                                           | Clarendon                                           |
| ehemaliger Bahnhof | 428,50            | Milburn                                             | Milburn                                             |
| Dienststation / Betriebs- oder Güterbahnhof | 434,37            | Milton Loop                                         | Milton Loop                                         |
| ehemaliger Bahnhof | 437,51            | Clarksville                                         | Clarksville                                         |
| Abzweig geradeaus und ehemals nach rechts |                   | Bahnstrecke Clarksville–Roxburgh                    | Bahnstrecke Clarksville–Roxburgh                    |
| ehemaliger Bahnhof | 442,40            | Crichton                                            | Crichton                                            |
| ehemaliger Bahnhof | 447,16            | Lovells Flat                                        | Lovells Flat                                        |
| Abzweig geradeaus und ehemals nach links |                   | Kohlebergwerk Taratu                                | Kohlebergwerk Taratu                                |
| ehemaliger Bahnhof | 454,30            | Benhar                                              | Benhar                                              |
| ehemaliger Bahnhof | 457,52            | Stirling                                            | Stirling                                            |
| Brücke über Wasserlauf |                   | Clutha River/Mata-Au                                | Clutha River/Mata-Au                                |
| Dienststation / Betriebs- oder Güterbahnhof | 461,40            | Balclutha                                           | Balclutha                                           |
| Abzweig geradeaus und nach links · Strecke von rechts |                   |                                                     |                                                     |
| Strecke · Betriebsstelle Strecke ab hier außer Betrieb | 3,60              | Finegand                                            | Finegand                                            |
| Strecke · Strecke (außer Betrieb) |                   | Bahnstrecke Balclutha–Tahakopa                      | Bahnstrecke Balclutha–Tahakopa                      |
| ehemaliger Bahnhof | 465,99            | Kakapuaka                                           | Kakapuaka                                           |
| ehemaliger Bahnhof | 470,62            | Toiro                                               | Toiro                                               |
| ehemaliger Bahnhof | 475,55            | Warepa                                              | Warepa                                              |
| ehemaliger Bahnhof | 480,09            | Kaihiku                                             | Kaihiku                                             |
| ehemaliger Bahnhof | 485,49            | Waiwera                                             | Waiwera                                             |
| ehemaliger Bahnhof |                   | Kuriwao                                             | Kuriwao                                             |
| Dienststation / Betriebs- oder Güterbahnhof | 495,24            | Clinton Loop                                        | Clinton Loop                                        |
| ehemaliger Bahnhof | 501,75            | Wairuna                                             | Wairuna                                             |
| Abzweig geradeaus und ehemals von rechts |                   | Bahnstrecke Waipahi–Edievale                        | Bahnstrecke Waipahi–Edievale                        |
| Dienststation / Betriebs- oder Güterbahnhof | 511,26            | Waipahi                                             | Waipahi                                             |
| ehemaliger Bahnhof | 517,18            | Arthurton                                           | Arthurton                                           |
| ehemaliger Bahnhof | 523,28            | Pukerau                                             | Pukerau                                             |
| ehemaliger Bahnhof | 527,04            | Otikerama                                           | Otikerama                                           |
| Abzweig geradeaus und ehemals von rechts |                   | Bahnstrecke MacNab–Waikaka                          | Bahnstrecke MacNab–Waikaka                          |
| Blockstelle | 532,70            | MacNab                                              | MacNab                                              |
| ehemaliger Bahnhof | 536,03            | East Gore                                           | East Gore                                           |
| Brücke über Wasserlauf |                   | Mataura River                                       | Mataura River                                       |
| Abzweig geradeaus und ehemals von rechts |                   | Bahnstrecke Gore–Lumsden                            | Bahnstrecke Gore–Lumsden                            |
| ehemaliger Bahnhof | 537,22            | Gore                                                | Gore                                                |
| ehemaliger Bahnhof |                   | Gore Racecourse                                     | Gore Racecourse                                     |
| ehemaliger Bahnhof | 543,38            | Charlton                                            | Charlton                                            |
| Dienststation / Betriebs- oder Güterbahnhof | 549,20            | Mataura                                             | Mataura                                             |
| ehemaliger Bahnhof | 557,49            | Brydone                                             | Brydone                                             |
| ehemaliger Bahnhof | 561,29            | Ota Creek                                           | Ota Creek                                           |
| Abzweig geradeaus und ehemals von links |                   | Bahnstrecke Edendale–Glenham                        | Bahnstrecke Edendale–Glenham                        |
| Dienststation / Betriebs- oder Güterbahnhof | 563,85            | Edendale                                            | Edendale                                            |
| ehemaliger Bahnhof | 569,48            | Kamahi                                              | Kamahi                                              |
| ehemaliger Bahnhof | 574,53            | Morton Mains                                        | Morton Mains                                        |
| ehemaliger Bahnhof | 582,71            | Woodlands                                           | Woodlands                                           |
| ehemaliger Bahnhof | 587,16            | Longbush                                            | Longbush                                            |
| ehemaliger Bahnhof | 591,59            | Kennington                                          | Kennington                                          |
| ehemaliger Bahnhof | 594,42            | Mill Road                                           | Mill Road                                           |
| ehemaliger Bahnhof |                   | Elles Road                                          | Elles Road                                          |
| Abzweig geradeaus und ehemals von links |                   | Bahnstrecke Invercargill–Tokanui und                | Bahnstrecke Invercargill–Tokanui und                |
| Strecke |                   | Bahnstrecke Invercargill–Bluff                      | Bahnstrecke Invercargill–Bluff                      |
| Dienststation / Betriebs- oder Güterbahnhof | 601,40            | Invercargill                                        | Invercargill                                        |
| Strecke |                   | Bahnstrecke Invercargill–Kingston                   | Bahnstrecke Invercargill–Kingston                   |
| |                   |                                                     |                                                     |
| Quellen: |                   |                                                     |                                                     |

Die Bahnstrecke Lyttelton–Invercargill (Main South Line) ist eine Bahnstrecke auf der Südinsel von Neuseeland, die die Städte Christchurch, Dunedin und Invercargill verbindet. Zugleich bildet zusammen mit der Bahnstrecke Christchurch–Picton (Main North Line) die South Island Main Trunk Railway, eine Relation, die sich nahezu über die gesamte Länge der Insel in Nord-Süd-Richtung erstreckt. Die Strecke ist – bis auf kurze Abschnitte – eingleisig und nicht elektrifiziert.

## Bau

### Christchurch–Lyttelton

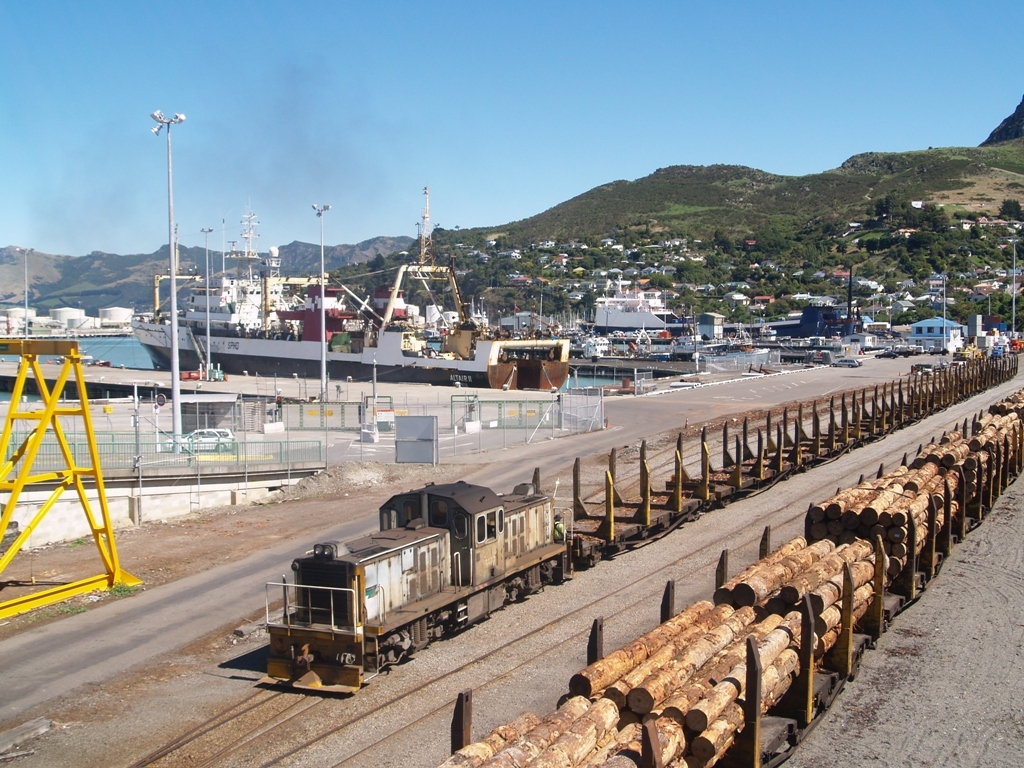
Eisenbahnanschluss im Hafen Lyttelton

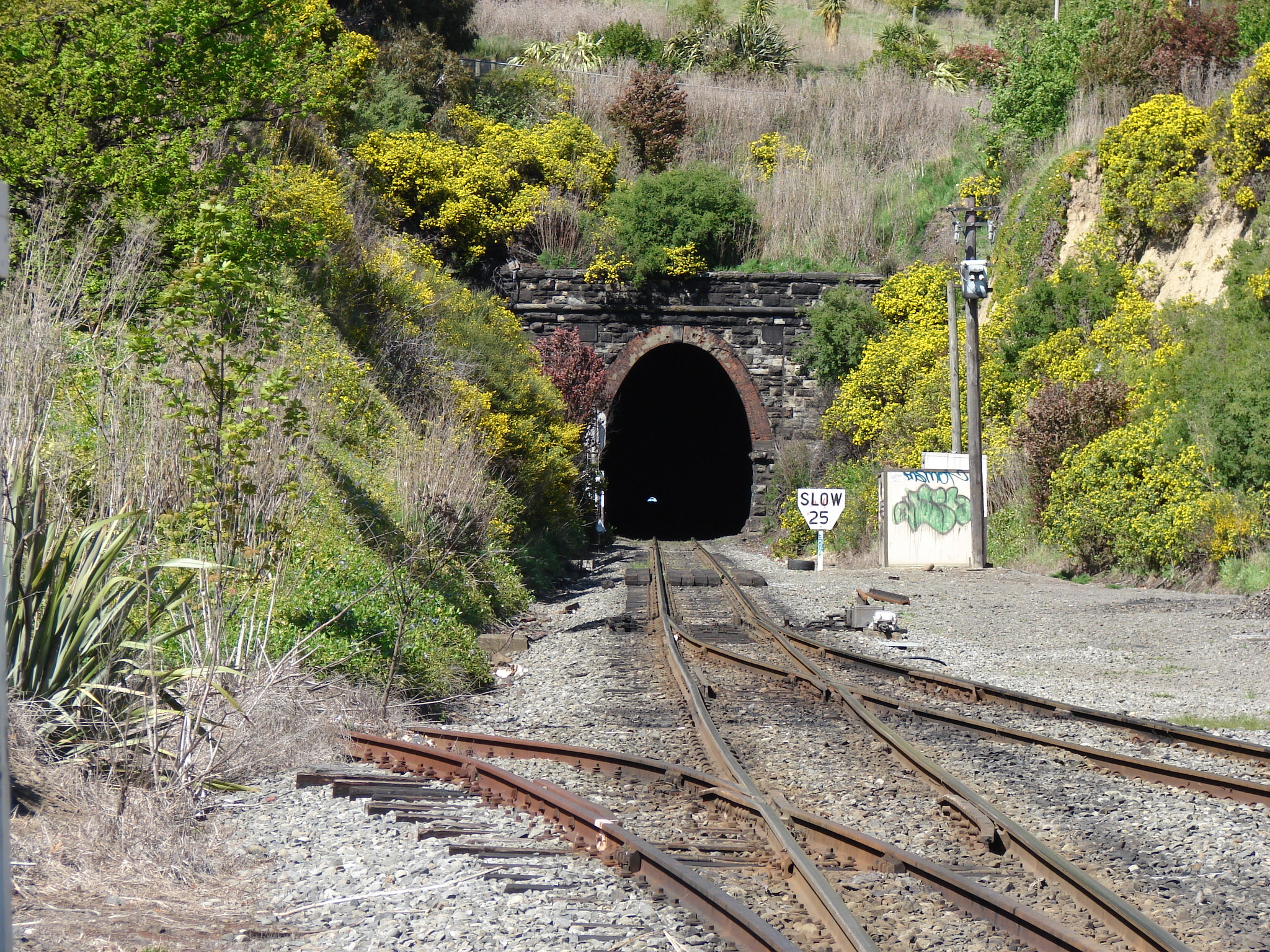
Westportal des Lyttelton Rail Tunnel – ältester Eisenbahntunnel Neuseelands

Die Strecke schließt den ältesten Abschnitt des gesamten neuseeländischen Eisenbahnnetzes ein, der von der Provinzregierung von Canterbury errichtet und am 1. Dezember 1863 als Ferrymead Railway zwischen Christchurch und Ferrymead eröffnet wurde. Es war die erste öffentliche Eisenbahn Neuseelands. Zudem liegt auf der späteren Verlängerung nach Lyttelton der älteste Eisenbahntunnel Neuseelands, der Lyttelton Rail Tunnel – immer noch in Betrieb – und die Strecke war auch die erste elektrifizierte Vorortbahn des Landes. Die Strecke wurde ursprünglich in 1600 mm Breitspur errichtet und 1876 auf Kapspur umgespurt.
Diese erste Eisenbahn verband die Stadt Christchurch mit der Werft in Ferrymead. Weil der Hafen von Lyttelton durch eine Gebirgskette von Christchurch getrennt ist, legte der Schiffsverkehr am Kai von Ferrymead an, von wo aus Reisende und Güter nun per Bahn nach Christchurch transportiert wurden. Der Anschluss des Hafens Lyttelton wurde aber weiter angestrebt.
Der Bau des erforderlichen, langen und teuren Tunnels nach Lyttelton war in den 1850er und 1860er Jahren umstritten. Nach seiner Eröffnung am 9. Dezember 1867 verlor der Abschnitt der ursprünglichen Strecke von seinem Abzweig an der neuen Strecke bis Ferrymead seinen Verkehr und wurde ab 1868 zum Anschlussgleis. Bis 1878 wurde der Abschnitt nach Heathcote, dem Westportal des Tunnels, zweigleisig ausgebaut. Obwohl die Neuseeländische Staatsbahn (NZR) 1914 eine zweite Tunnelröhre erwog, wurde dies nie ausgeführt.
Um die Rauchbelästigung im Tunnel zu beseitigen und dem zunehmenden Verkehr gerecht zu werden, wurde die Strecke 1929 elektrifiziert. In Anlehnung an die erfolgreiche Elektrifizierung des Otira-Tunnels unter Verwendung von 1500-Volt Gleichstrom mit Oberleitung wurde ein identisches System auch hier eingebaut. English Electric erhielt den Auftrag für die sechs Lokomotiven, die Stromversorgung und den Bau der Oberleitungen. Die Gesamtlänge der Oberleitung betrug 17,4 km, davon 6,9 km zweigleisig und 3,5 km (der Tunnelabschnitt) eingleisig. Es blieb ein Inselbetrieb.
1970 hatten die Elektrolokomotiven das Ende ihrer Lebensdauer erreicht. Die Kosten für die Instandhaltung des Unterwerks in Woolston und die Überholung der vorhandenen Lokomotiven oder deren Ersatz erschien zu teuer, ebenso der Inselbetrieb auf einer nur etwa 12 km langen Strecke. Es wurde beschlossen, die Strecke künftig mit Diesellokomotiven zu betreiben. Der letzte Zug mit elektrischer Traktion verkehrte am 18. September 1970. Die gesamte elektrische Infrastruktur auf der Strecke wurde anschließend abgebaut.

### Christchurch–Dunedin

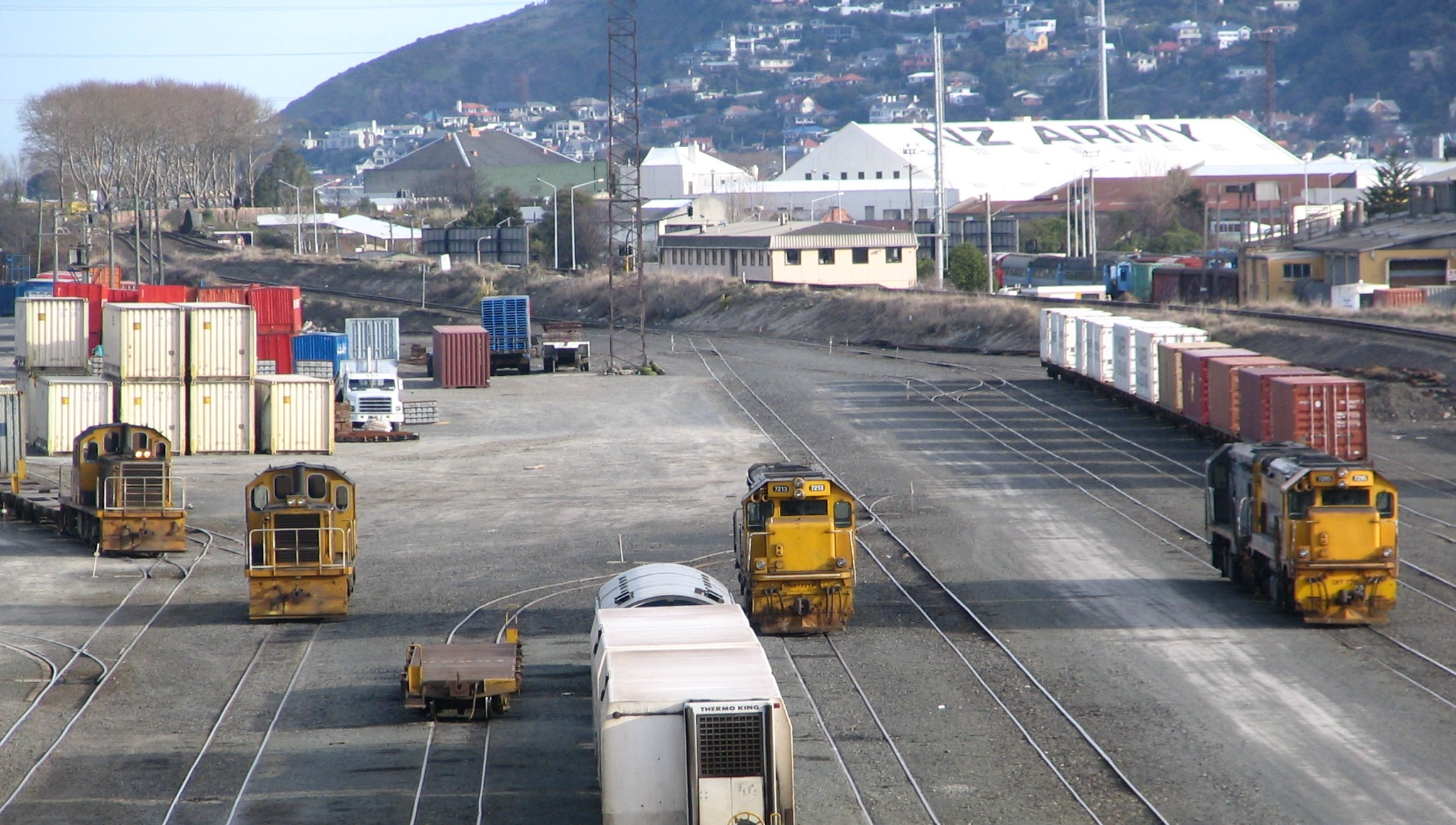
Güterbahnhof Dunedin

Der ersten Bahnstrecke von Christchurch nach Ferrymead und Lyttelton folgte das Vorhaben, eine Eisenbahn nach Süden in Richtung Dunedin voranzutreiben. Am 24. Mai 1865 begann der Bau der damals Canterbury Great South Railway genannten Eisenbahn. Die Canterbury Provincial Railways hatten eine Breitspur von 1.600 mm (5 ft 3 in). Der erste Abschnitt dieser Strecke ging am 13. Oktober 1866 bis Rolleston in Betrieb. Jenseits von Rolleston wurden drei Routen nach Süden in Betracht gezogen:
- Eine Strecke weit im Landesinneren, um größere Flüsse an engeren Stellen zu überqueren und aufwändige Brückenbauten zu vermeiden,
- eine Küstenlinie im landwirtschaftlich ertragreichen Flachland und
- ein Kompromiss zwischen den beiden, der dem direktesten Weg folgte.

Gewählt wurde die dritte Option und die Strecke verlief so auch durch einen relativ unfruchtbaren Teil der Canterbury Plains in Richtung Rakaia. Als die Strecke im Oktober 1867 Selwyn, 35 km von Christchurch entfernt, erreichte, war die Provinzregierung so knapp bei Kasse, dass der Bau vorübergehend gestoppt wurde.
1870 verkündete Julius Vogel, damals Finanzminister Neuseelands, seine „Great Public Works Policy“ und gab dabei auch die Fertigstellung der Strecke bis Dunedin hohe Priorität. Die Strecke erhielt eine Ausnahmeregelung von der inzwischen getroffenen gesetzlichen Festlegung der Kapspur (1067 mm) als landesweiter Standard. So konnte in der Spurweite von 1600 mm weiter gebaut werden. Rakaia war am 2. Juni 1873 angeschlossen.
Am südlichen Ende wurde am 1. Januar 1873 die Dunedin and Port Chalmers Railway eröffnet, die erste Strecke mit einer Spurweite von 1067 mm in Neuseeland. Der größte Teil dieser Strecke wurde später in die Bahnstrecke Lyttelton–Invercargill einbezogen. Die Provinzregierung erkannte, dass ein Inselbetrieb in Breitspur keine Zukunft hatte und beschloss, die bereits gebaute Strecke der landesweit einheitlichen Spurweite anzupassen. Die Breitspur wurde bis zum 6. März 1876 auf Kapspur umgebaut.
Der Bau schritt nicht nur südlich von Christchurch voran. Auch nördlich von Dunedin wurde die Strecke nach Norden und von Timaru und Oamaru jeweils in beide Richtungen vorangetrieben. Der Bau ging in den 1870er Jahren zügig voran: Am 4. Februar 1876 waren Christchurch mit Timaru verbunden. Knapp ein Jahr später, am 1. Februar 1877, war die Strecke von Christchurch nach Oamaru durchgehend befahrbar.
Der Anstieg der Strecke nördlich von Dunedin führte durch schwieriges Gelände und die Bauarbeiten nahmen viel Zeit in Anspruch. Die Strecke traf deshalb auf den von Oamaru vorangetriebenen Ast in Goodwood, etwa 310 Kilometer südlich von Christchurch, aber nur 57 Kilometer nördlich von Dunedin. Am 7. September 1878 wurde die Strecke von Christchurch nach Dunedin insgesamt eröffnet.

### Dunedin–Invercargill

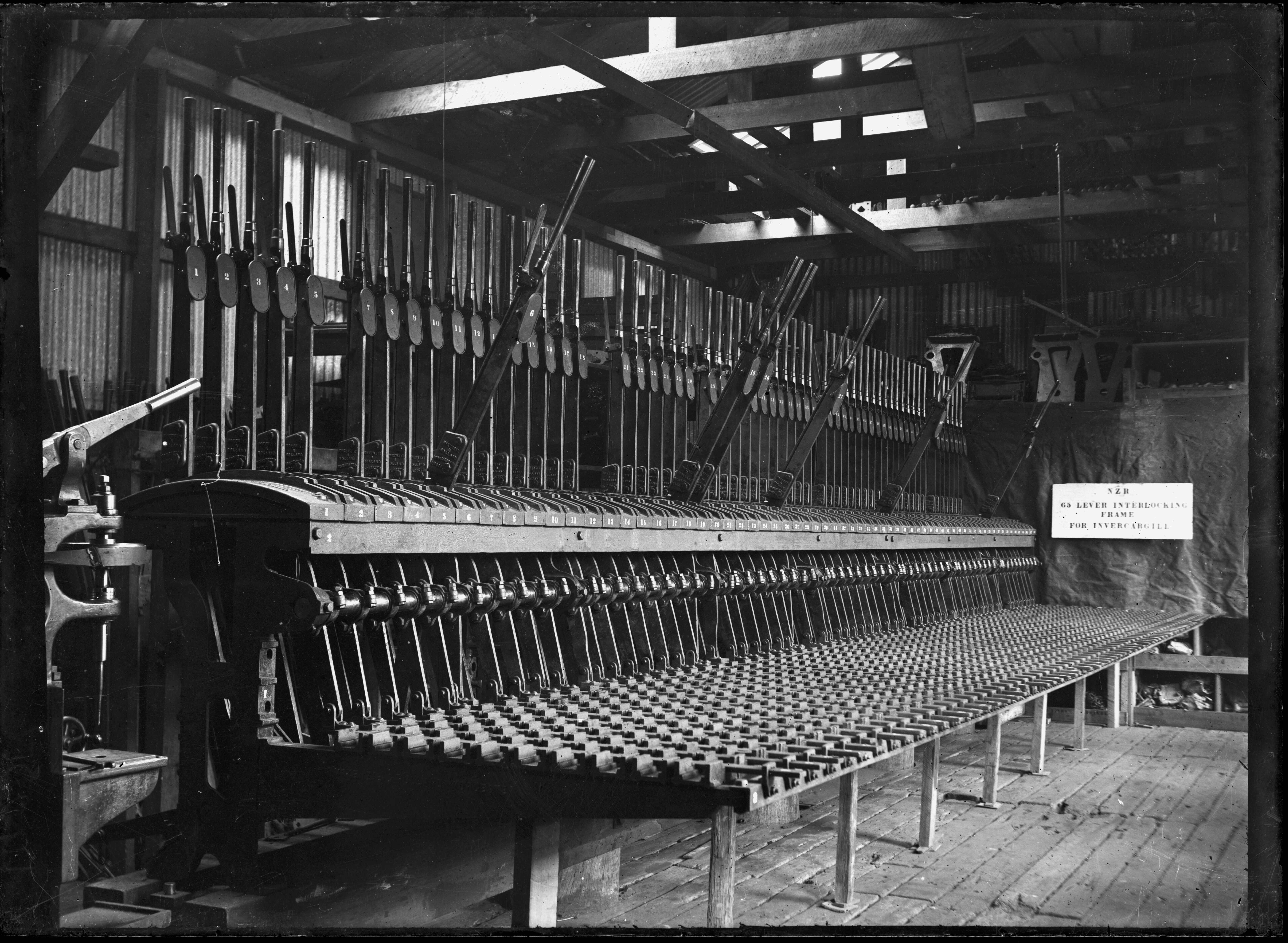
Stellwerk des Bahnhofs Invercargill

Die Strecke von Dunedin nach Süden war eine der ersten, die im Rahmen von Vogels „Great Public Works Policy“ gebaut wurden. Genehmigt war sie durch den Railways Act 1870 zu Kosten von 5.000 £ pro Meile. Es war die erste Fernbahn in Neuseeland, die in Kapspur gebaut wurde. Der Bau ging zügig voran, und der erste, 10 km lange Abschnitt südlich von Dunedin nach Abbotsford wurde am 1. Juli 1874 eröffnet. Am 1. September 1875 wurde der Abschnitt nach Balclutha eröffnet 84 Kilometer von Dunedin entfernt und damals die größte Stadt der im Clutha District.
Auch am anderen Ende wurde, von Invercargill ausgehend, gebaut. Die ersten 17 km nach Woodlands wurden am 11. Februar 1874 eröffnet, der gesamte Abschnitt nach Gore am 30. August 1875. Im weiteren Verlauf erforderte die hügelige Landschaft umfangreiche Erdarbeiten, um die Strecke bis Balclutha zu vollenden. Der Bau wurde am 22. Januar 1879 abgeschlossen. Eine Eröffnungsfeier wurde in Invercargill abgehalten und die Strecke war nun zwischen Christchurch und Invercargill durchgehend befahrbar.
1908 wurde der Abschnitt Dunedin–Mosgiel zweigleisig ausgebaut. Das zweite Gleis wurde hier zwischen 1984 und 1991 wieder abgebaut. Auch der Abschnitt zwischen Dunedin und Port Chalmers wurde zweigleisig ausgebaut, das zweite Gleis aber im Bereich des Dammes durch den Otago Harbour abschnittweise zurückgebaut.

## Betrieb

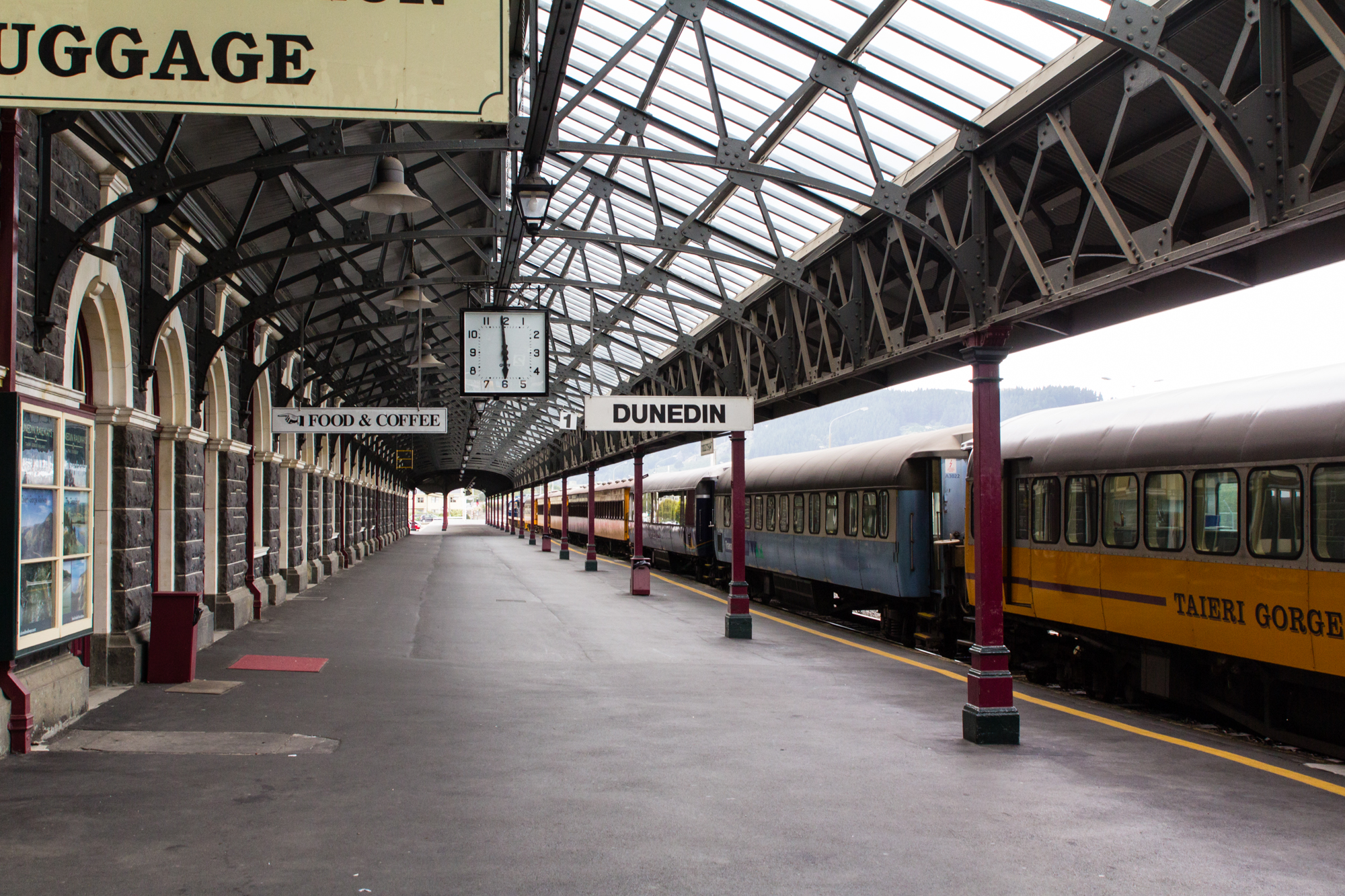
Bahnhof Dunedin

### Personenfernverkehr
Für lange Zeit war der Personenverkehr zwischen Christchurch und Dunedin das Aushängeschild der Bahn. Als die Strecke im späten 19. Jahrhundert fertiggestellt wurde, brauchten die Züge 11 Stunden für die Fahrt von Christchurch nach Dunedin. Der erste „Express“ des Landes fuhr am 6. September 1878, war ein Sonderzug, der von der neuen Rogers-Lokomotive der Baureihe K „Washington“ gezogen wurde. Der Zug verließ Christchurch um 6 Uhr morgens und kam um 18.40 Uhr in Dunedin an, wobei allerdings in Oamaru ein Frühstück mit dem Gouverneur und anderen offiziellen Gästen eingelegt wurde.
Ab November 1904 sah der Fahrplan einen Zug vor, der die Strecke zwischen Christchurch und Invercargill an einem Tag zurücklegte, ab 1906 wurde die Baureihe A auf der Strecke eingeführt, die die Fahrt zwischen Christchurch und Dunedin in acht Stunden schaffte. Die Baureihen J und JA bewältigten die Strecke ab 1939 vor dem South Island Limited in 7 Stunden und 9 Minuten.
Ab dem 1. Dezember 1970 wurde der South Island Limited durch den Southerner ersetzt, der von dieselelektrischen Lokomotiven der Baureihe DJ geführt wurde. Er fuhr nach einem Fahrplan mit noch kürzeren Fahrzeiten als der South Island Limited. Die Fahrt zwischen Christchurch und Dunedin dauerte zunächst 6 Stunden 14 Minuten und wurde durch den Einsatz von zwei Lokomotiven der Baureihe DJ nördlich und drei auf der Strecke südlich von Oamaru auf 5 Stunden 55 Minuten verkürzt. Ein Teil dieser Fahrzeiteinsparung resultierte daraus, dass der Southerner keine Post mehr beförderte, während der South Island Limited für den Postumschlag längere Haltezeiten benötigte. Mitte des 20. Jahrhunderts verkehrte ein abendlicher Triebwagendienst, der 6 Stunden und 10 Minuten zwischen Christchurch und Dunedin benötigte. Er wurde im April 1976 eingestellt.
Dampflokomotiven beförderten weiterhin noch die Freitag- und Sonntagnacht-Schnellzüge, die letzten planmäßigen mit Dampflokomotiven bespannten Leistungen im Personenverkehr Neuseelands. Das lag daran, dass die Personenwagen der Züge Dampfheizungen hatten, so dass separate Heizwagen mit Kesseln nicht mitgeführt werden mussten. Ein solcher Schnellzug von Christchurch nach Invercargill war am 26. Oktober 1971 der letzte fahrplanmäßige Personenzug, der in Neuseeland von einer Dampflokomotive gezogen wurde.
Am 10. Februar 2002 wurde der Personenverkehr über die Strecke aufgegeben, da er angeblich nicht mehr wirtschaftlich betrieben werden konnte. Seit Januar 2020 nutzen nur noch zwei regelmäßige Personenzüge einen kleinen Abschnitt der Strecke: Zwischen Christchurch und Rolleston fährt hier der TranzAlpine, bevor er auf der Bahnstrecke Christchurch – Greymouth abbiegt und bei Dunedin nutzt die Taieri Gorge Railway einen Abschnitt, bevor sie auf ihre Stammstrecke abbiegt.

### Personennahverkehr

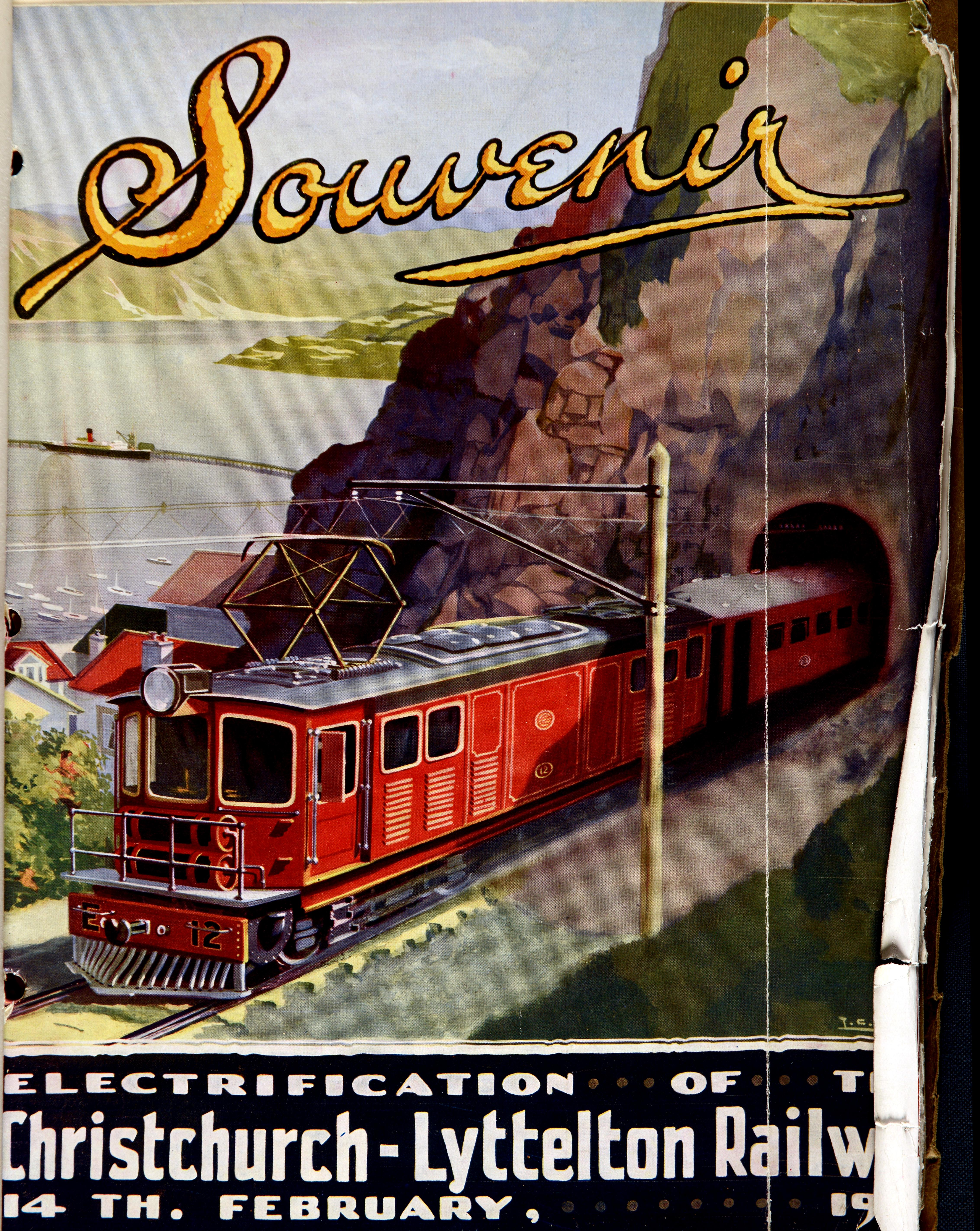
Souvenir zur Eröffnung des elektrischen Betriebs zwischen Christchurch und Lyttelton

Auf dem Abschnitt Lyttelton–Christchurch wurde der Personenverkehr zunächst mit gemischten Zügen abgewickelt, die zunächst sechsmal täglich verkehrten. Erst am 5. November 1872 wurden die gemischten Züge durch fünf täglich verkehrende Personenzüge ersetzt, deren Zahl ab dem 9. Februar 1876 auf täglich sieben Züge erhöht wurde. Dieser Vorortverkehr diente Schülern aus Lyttelton, die zum Unterricht nach Christchurch, und Arbeitern, die von Woolston und Heathcote zur Arbeit nach Lyttelton fuhren. Die Fahrzeiten lagen zwischen 15 und 25 Minuten.
Seit 1902 fuhren Schnellzüge zum Kai, um die Passagiere und ihr Gepäck direkt an der Fähre von Wellington abzuholen und zu ihr zu bringen. Sie verkehrten ohne Halt zwischen Christchurch und Lyttelton. Um den Kai neben der Fähre zu erreichen, mussten die Wagen am Bahnhof Lyttelton vorbeigezogen werden, wo der Zug „Kopf“ machte und eine andere Lokomotive ihn um eine scharfe Kurve auf den Kai Nr. 2 zog. Dieser Kai wurde bis 1970 mit Dampflokomotiven bedient, da nur diese den Betrieb der Dampfheizung in den Wagen ohne zusätzlichen Heizwagen sicherstellten.
Der Eröffnungszug für den elektrischen Betrieb fuhr am 14. Februar 1929 von Christchurch nach Lyttelton. In dem Zug befand sich ein Wagen für den Minister und zwei Sonderwagen für Gäste des Ministeriums. Die Fahrt wurde in der Rekordzeit von 10½ Minuten durchgeführt. Ab dem darauf folgenden Samstag wurde der planmäßige elektrische Zugverkehr aufgenommen. Christchurch war damit die erste Stadt in Neuseeland mit elektrifiziertem Vorortverkehr. Während des größten Teils der Zeit, in dem die Strecke elektrisch betrieben wurde, verkehrten täglich etwa 20 Zugpaare, die die Strecke in etwa 17 Minuten bewältigten.
Einer der größten Vorteile, den der Vorort-Personenverkehr auf der Lyttelton-Linie viele Jahre lang genoss, war die fehlende Konkurrenz durch die Straße, da es keine günstige Straßenverbindung zwischen Lyttelton und Christchurch gab. Dies änderte sich mit der Eröffnung des Lyttelton-Straßentunnels 1964, und der Personenverkehr auf der Bahn ging daraufhin drastisch zurück. 1970 wurde der Personenverkehr mit elektrischer Traktion aufgegeben. Ein eingeschränkter Dieselbetrieb fand bis zur Fahrt des letzten Zuges am 28. Februar 1972 noch statt. Danach waren die einzigen Personenzüge auf diesem Streckenabschnitt die durchgehenden „Bootszüge“. Nachdem 1962 der Fährdienst zwischen Picton Harbour und Wellington aufgenommen wurde, die National Airways Corporation ab 1968 Boeing 737-200-Flugzeuge auf den wichtigsten Inlandstrecken einsetzte und am 10. April 1968 die Fähre TEV Wahine unterging, zeichnete sich das Ende der Fährdienste Wellington–Lyttelton ab. Damit verloren auch die Zubringerzüge ihre Funktion. Fährdienst und Bootszug verkehrten am 14. September 1976 zum letzten Mal.
Als viele Nebenstrecken noch in Betrieb waren, verkehrten auf der Strecke Lyttelton–Invercargill auch lokale Personenzüge und gemischte Züge.
Weiter nutzten von Dunedin aus Pendlerzüge die Strecke in beiden Richtungen. Sie verkehrten nördlich nach Port Chalmers und südlich nach Mosgiel. Die Linie nach Port Chalmers wurde Ende 1979 eingestellt, die nach Mosgiel im Dezember 1982.

### Museums- und Touristikverkehr

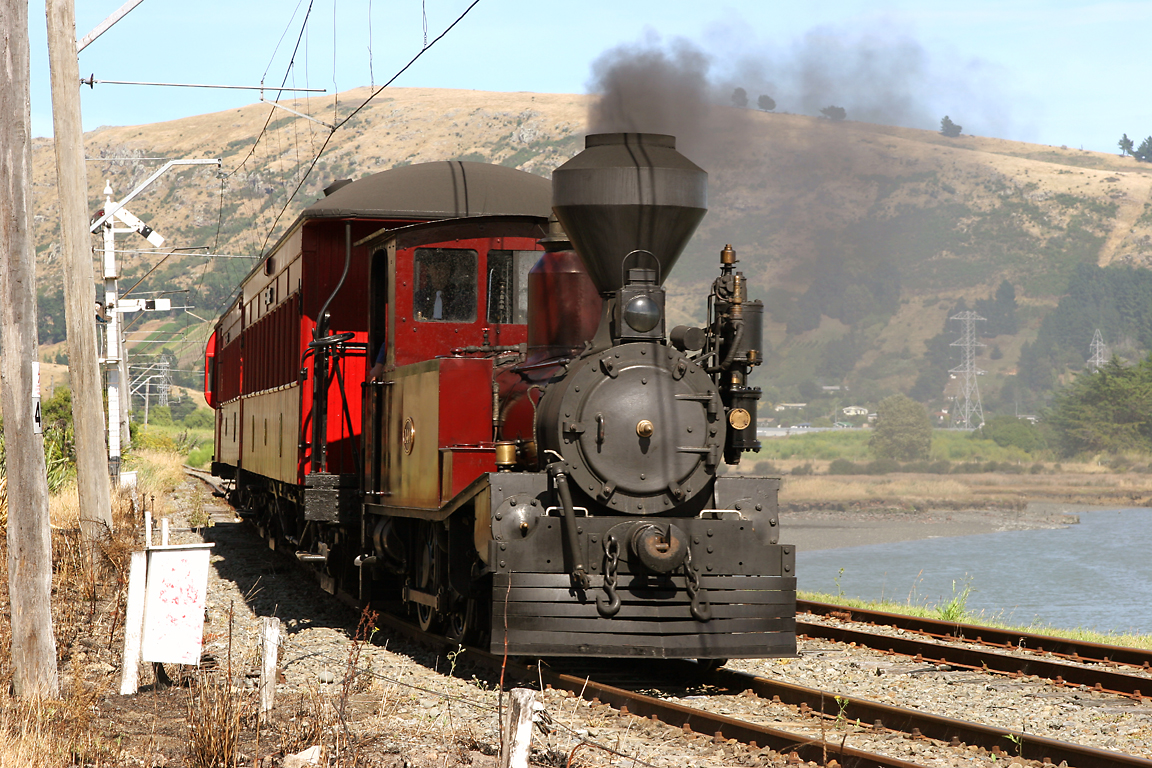
Museumsbahn Ferrymead Railway

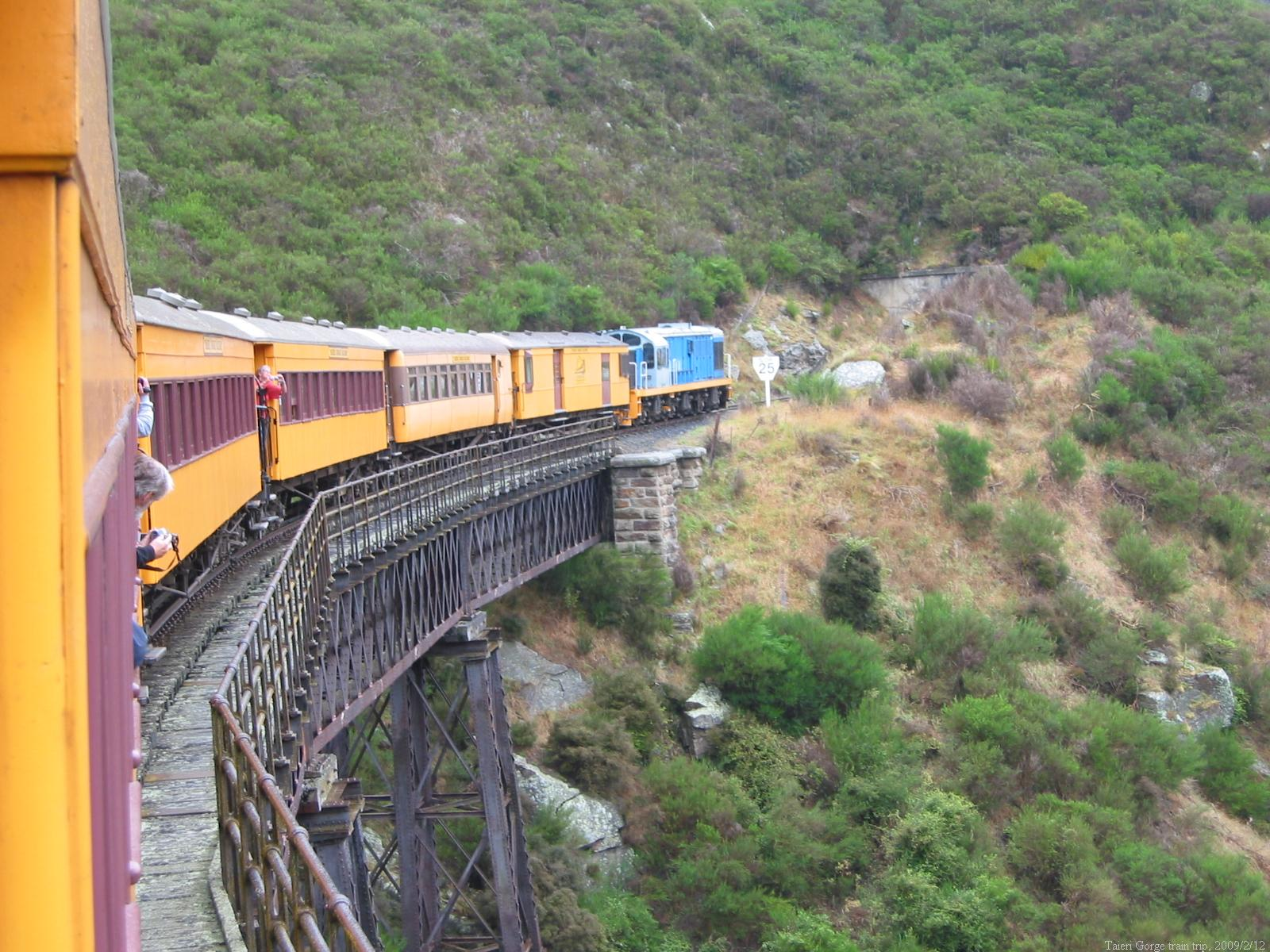
Taieri Gorge Railway

Auf dem Endstück der Trasse der ersten öffentlichen Eisenbahn Neuseelands wurden wieder Gleise verlegt und im Kontext des Ferrymead Heritage Park findet dort ein Museumseisenbahnbetrieb vom Bahnhof Ferrymead des Parks nach Christchurch statt. 
in Oamaru nutzt die Oamaru Steam and Railway Society für Museumszüge den Hafenanschluss.
Südlich von Dunedin nutzt die Taieri Gorge Railway einen 12 km langen Abschnitt der Bahnstrecke Lyttelton–Invercargill, bevor deren Züge auf die Otago Central Railway abbiegen.

### Güterverkehr
Wegen seiner Isolation wurde im Hafen von Lyttelton viele Jahre lang die Ladung direkt von Schiffen auf Güterwagen verladen. Ein Großteil des Güterverkehrs, vor allem der eingehende Stückgutverkehr, wurde nur bis Christchurch befördert. Dies hatte oft zur Folge, dass es im Güterbahnhof Christchurch zu erheblichen Staus kam und die Waggons häufig als Lager genutzt wurden. Dieses Verfahren blieb unverändert bis der Güterschuppen am Cashin Quay 1965 eröffnet wurde, und es zum Einsatz von Containern kam. Neben Kohle und Holz von der Westküste sind Container auch heute noch ein wichtiger Bestandteil des Güterverkehrs auf der Strecke.
Bis in die 1960er Jahre gab es kaum Ferngüterverkehr zwischen den großen Zentren, die alle an der Küste liegen. Der Gütertransport erfolgte hier durch die Küstenschifffahrt. Es gab allerdings zahlreiche Nahgüterzüge, die über Zweigstrecken zwischen den Häfen und dem Hinterland verkehrten. Ab den 1950er Jahren nahm der Ferngüterverkehr zwischen den Zentren zu – die Wirtschaft wurde zeitempfindlicher. Die Konzentration der neuseeländischen Wirtschaft auf Exporte, die über nur wenige Häfen abgewickelt wurden, und die Einführung der Container beflügelten den Fernverkehr. Der erste Güterzug von Christchurch nach Invercargill verkehrte im Dezember 1970 mit einer Fahrzeit von 16 Stunden. Dagegen ging der Nahgüterverkehr auf der Schiene zurück. Er verlagerte sich zunehmend auf die Straße. Die Folge war, dass viele Nebenstrecken geschlossen wurden.
Um den Anforderungen der modernen Wirtschaft gerecht zu werden und mit dem Straßentransport zu konkurrieren, wird der Betrieb heute wieder ausgebaut. Ein Großteil des Verkehrs sind Massengütern von Großkunden. Die Zukunft des Langstrecken-Schüttgutverkehrs scheint auf der Strecke gesichert und sie ist ein wichtiges Glied in der Verkehrsinfrastruktur Neuseelands.